# Regeringen Kristersson
Kristersson-regeringen er den svenske regering siden 18. oktober 2022, dannet af statsminister Ulf Kristersson (M). Regeringen er en mindretalsregering bestående af Moderata samlingspartiet, Kristdemokraterna og Liberalerna, med parlamentarisk støtte af Sverigedemokraterna. Ulf Kristersson blev valgt til Sveriges statsminister med parlamentarisk flertal, efter at de fire partier var blevet enige om politiske aftaler, som blev fastlagt i Tidö-aftalen. Regeringen efterfulgte den socialdemokratiske regeringen Andersson, under ledelse af Magdalena Andersson.

## Baggrund
Den 14. september 2022 var alle stemmer ved Riksdagsvalget i Sverige 2022 talt op, og resultatet førte til, at statsminister Magdalena Andersson dagen efter formelt anmodede om at træde tilbage som statsminister.
Aftalen betyder, at Moderaterne, Kristendemokraterne og de Liberale danner regering, mens Sverigedemokraterne får ni embedsmænd i regeringens Samordningskansliet (sv), der i debatten beskrives som Sverigedemokraternes forhandlingsstyrke, kontrolfunktion eller kontrol- og forberedelseskontor. Lederen af SD's embedsmænd er Gustav Gellerbrant.
De tre regeringspartier og støttepartiet har tilsammen et parlamentarisk flertal på tre mandater i forhold til den samlede opposition. Ved behandlingen af forslag til statsministerposten gælder negativ parlamentarisme, hvilket betyder, at forslaget godkendes, hvis ikke mere end halvdelen af Riksdagens medlemmer (mindst 175, da Riksdagen har 349 medlemmer) stemmer imod forslaget (og ikke stemmer imod det med absolut flertal). 

## Sammensætning
Statsministern presenterede statsråderne fra riksdagens talarstol den 18. oktober 2022 under regeringspræsentationen.
- Ulf Kristersson, Statsminister
- Jessika Roswall, EU-minister
- Gunnar Strömmer, Justitsminister
- Maria Malmer Stenergard, Migrationsminister
- Tobias Billström, Udenrigsminister
- Johan Forssell, Bistands- og udenrigshandelsminister
- Pål Jonson, Forsvarsminister
- Carl-Oskar Bohlin, Minister for civilt försvar
- Jakob Forssmed, Socialminister
- Acko Ankarberg Johansson, Socialminister
- Anna Tenje, Ældre- og socialforsikringsminister
- Camilla Waltersson Grönvall, Socialtjenesteminister
- Elisabeth Svantesson, Finansminister
- Niklas Wykman, Finansmarkedsminister
- Erik Slottner, Civilminister
- Mats Persson, Uddannelsesminister
- Lotta Edholm, Skoleminister
- Ebba Busch, Energi- og erhvervsminister samt vicestatsminister og statsministerens stedfortræder
- Romina Pourmokhtari, Miljø- og klimaminister
- Peter Kullgren, Landsbyminister
- Andreas Carlson, Infrastruktur- og boligminister
- Parisa Liljestrand, Kulturminster
- Johan Pehrson, Arbejdsmarkeds- og integrationsminister
- Paulina Brandberg, Ligestillingsminister og viceminister for beskæftigelse.